# 6 Pułk Policji SS (galicyjski)
6 Galicyjski Ochotniczy Pułk SS (policyjny) (niem. Galizisches SS Freiwilligen Regiment 6 (Polizei)) – niemiecki pułk policyjny SS, utworzony 6 sierpnia 1943 z ukraińskich ochotników zgłaszających się do 14 Dywizji Grenadierów SS. Kadra pochodziła z 32 pułku policji SS.

## Historia
Z nieprzyjętych do dywizji ochotników utworzono pułki policji SS o numerach 4, 5 (5 lipca 1943), 6 (6 sierpnia 1943), 7 (12 sierpnia 1943), 8 (20 września 1943). 
Pułk przeszedł szkolenie w okupowanej Francji. Liczył początkowo 1293 żołnierzy i oficerów. Sformowany został z ochotników pochodzących z rejonu Jarosławia, Przemyśla i Lwowa. Dowódcą pułku był ppłk żandarmerii Werner Kühn. Pułk stacjonował w Grajewie, Fichtenwalde i Suwałkach. Pułk został rozwiązany 31 stycznia 1944, a  1 200 policjantów wcielono do pułku zapasowego 14 Dywizji Grenadierów SS.